# Россано-Венето
Россано Венето (итал. Rossano Veneto) — коммуна в Италии, располагается в провинции Виченца области Венето.
Город находится на пересечении провинций Виченцы, Падуи и Тревизо. 
Население составляет 8091 человек, плотность населения составляет 763 чел./км². Занимает площадь 10 км². Почтовый индекс — 36028. Телефонный код — 0424.
В коммуне 8 сентября особо празднуется Рождество Пресвятой Богородицы.